# Jean-François Hory
Jean-François Hory, né le 15 mai 1949 à Neufchâteau (Vosges) et mort le 28 décembre 2017 à Chalon-sur-Saône (Saône-et-Loire), est un homme politique français.
Député de Mayotte de 1981 à 1986 et député européen de 1989 à 1999, il est président du Mouvement des radicaux de gauche puis de Radical entre 1992 et 1995.

## Biographie
Jean-François Hory est titulaire d'une maîtrise en droit public et d'un diplôme d'études supérieures en science politique.
En 1976, il devient secrétaire général de la collectivité de Mayotte, où il se présente sous l'étiquette MRG aux élections législatives de 1981. Sa candidature est poussée par un parti de droite, le Mouvement populaire mahorais (MPM), pour favoriser un élu de gauche favorable au maintien de Mayotte dans la République dans un contexte où l'union de la gauche est en faveur de l'unité de l'archipel des Comores.
Il est élu député européen à l'issue des élections de 1989.
De 1992 à 1995, il préside le Parti radical de gauche (MRG), devenu le parti « Radical » (RAD) en 1994,. Le parti  obtient 12 % des voix lors des élections européennes de 1994 avec la liste « Énergie radicale », conduite par Bernard Tapie ; Jean-François Hory, en deuxième position, est réélu député européen.
En février 1995, Jean-François Hory annonce sa candidature en vue de l'élection présidentielle d'avril suivant ; alors président national de Radical, il propose notamment la « mise hors la loi » du chômage des jeunes et la « fiscalisation de la protection sociale ». Il se retire peu après, faute du soutien de Bernard Tapie et des cadres de Radical (Émile Zuccarelli, Michel Crépeau ou Roger-Gérard Schwartzenberg, qui préfèrent soutenir Lionel Jospin dès le premier tour) et devant les sondages défavorables ; il quitte peu après le scrutin présidentiel la présidence de Radical. Il milite ensuite au sein du Parti radical transnational, fondé par Marco Pannella et Emma Bonino.
Nommé au Conseil d’État en 2008, il revient exercer pendant quelques mois comme avocat à Mayotte. Admis à la retraite en novembre 2017, il meurt à Chalon-sur-Saône le mois suivant, des suites d'un cancer,,. Il était marié, père de deux enfants et grand-père d’un enfant.

## Synthèse de son parcours politique
- 1981-1986 : député de Mayotte
- 1989-1999 : député européen
- 1992-1995 : président du Mouvement des radicaux de gauche (MRG) puis de Radical (RAD)
- 1995 : candidat à l'élection présidentielle, retire sa candidature et démissionne de la présidence de Radical
- 2008 : nommé conseiller d'État en service ordinaire par le président de la République[14]